# 宮本悦子 (陸上選手)
宮本 悦子（みやもと えつこ、1943年8月23日 - ）は、日本の陸上競技（短距離走）選手。1964年東京オリンピックで女子400メートルリレー走に出場した。

## 経歴
出身高校は西遠女子学園高等学校（静岡県浜松市）。同校は「陸上の西遠」の名で呼ばれた陸上競技の強豪校であった。1961年のインターハイでは、100m走と200m走で優勝した。
中京大学に進学。1964年5月10日の神奈川県選手権大会の100m走で11秒8（手動計時）を記録、これは当時の日本学生記録であり、また生涯ベストタイムとなっている。1964年7月の日本陸上競技選手権大会では100m走で優勝。同年10月に開催された1964年東京オリンピックでは、400mリレー（井口任子・江副令子・宮本悦子・依田郁子）の第三走者を務めたが、予選突破はかなわなかった。1965年には中京大学陸上部の女子主将も務めている。